# Éditions Baie des Anges
 (septembre 2016).
Les Éditions Baie des Anges ont été créées en 2002 et sont installées à Nice. Leur nom est issu de la baie méditerranéenne qui s’étend de Nice au cap d’Antibes. 

## Présentation
Les Éditions Baie des Anges réalisent leur propre diffusion/distribution dans les Alpes-Maritimes, le Var et à Paris. Elles travaillent avec plus de 120 points de vente, 24 auteurs et compte 61 titres au catalogue. Cette maison d’édition indépendante, dirigée successivement par Pascale Massicard  puis par  Michel Bounous (2009-2013) , publie seulement des écrivains originaires du Sud ou y résidant. 
Possédant un site internet et un compte Facebook, la maison d’édition offre la possibilité de commander des livres en ligne.
Le premier ouvrage édité, Monographie Lipa, est consacré au sculpteur Lipa. La postface a été rédigée par André Verdet qui a ensuite écrit deux livres de poèmes édités avant sa mort en 2004.

## Politique éditoriale
La politique éditoriale est complètement consacrée à la région. Ainsi, la maison d’édition travaille avec des auteurs, des graphistes et des photographes de la Côte d’Azur.
Les Éditions Baie des Anges sélectionnent les auteurs avec qui elles ont tissé des liens forts et elles n’acceptent que les manuscrits par courriel.
La maison a choisi de créer la collection Arts, essais et Vie pratique pour avoir un catalogue généraliste. Elle édite ainsi des romans, des livres pratiques, des livres de photographie et de peinture, des livres sur l’art, sur le patrimoine, des guides.
Par ailleurs, elle est présente aux salons des Alpes-Maritimes et du Var et leurs auteurs participent depuis 2004 à tous les salons. Des dédicaces en partenariat avec les librairies des Alpes-Maritimes et du Var sont organisées ainsi que des concours (nouvelles, photos, etc).
Un concours de nouvelle sur les demeures ou villas historique de la région niçoise est notamment organisé avec la chaîne Nice Azur TV. Le vainqueur sera publié aux éditions Baie des Anges et présenté au Salon du Livre de Nice.

## Les collections
- Collection Numérique
- Collection Romans du Sud
- Collection Patrimoine, Photos et découverte : collection Guide-Découverte, collection Carte Blanche et Noire et Collection Patrimoine
- Collection Polar Noir Méditerranée
- Collection Une heure à lire
- Collection Histoire